# 三鷹市警察
三鷹市警察（みたかしけいさつ）は、かつて存在した東京都三鷹市の自治体警察。

## 概要
旧警察法施行で、従来の警視庁が解体され、1948年（昭和23年）3月7日に三鷹町警察署が設置された。その後、市制施行に伴い、1950年（昭和25年）に三鷹市警察に改称。
1954年（昭和29年）に、旧警察法の全面改正で新警察法が公布された。これにより国家地方警察と自治体警察が廃止され、新たに都道府県警察として警視庁が発足。三鷹市警察も警視庁に統合され、姿を消した。